# Pașcani (Criuleni)
Paşcani è un comune della Moldavia situato nel distretto di Criuleni di 2.331 abitanti al censimento del 2004

## Località
Il comune è formato dall'insieme delle seguenti località: (popolazione 2004)
- Paşcani (890 abitanti)
- Porumbeni (1.441 abitanti)